# Владимирка (Шаргородский район)
Владимирка (укр. Володимирка) — село на Украине, находится в Шаргородском районе Винницкой области.
Код КОАТУУ — 0525381204. Население по переписи 2001 года составляет 154 человека. Почтовый индекс — 23532. Телефонный код — 4344.
Занимает площадь 4,15 км².

## Адрес местного совета
23532, Винницкая область, Шаргородский р-н, с. Деребчин, ул. Ленина, 93, тел. 2-84-46 .
Село начиналось в связи с постройкой крупной  фермы. Жители занимались обслуживанием этой фермы. Ферма не сохранилась, в 60-е годы 20 столетия её снесли. Осталось только водохранилище.